# Hemiceras arbogasta
Hemiceras arbogasta är en fjärilsart som beskrevs av William Schaus 1928. Hemiceras arbogasta ingår i släktet Hemiceras och familjen tandspinnare. Inga underarter finns listade i Catalogue of Life.